# Pierre Brandebourg
Pour les articles homonymes, voir Brandebourg (homonymie).
Pierre Paul Brandebourg (25 juillet 1824-23 mai 1878) est un peintre et photographe luxembourgeois. Pionnier, il fut le premier à ouvrir un studio photographique dans la ville de Luxembourg.

## Biographie
Fils d'un jardinier, Pierre Brandebourg, après avoir terminé ses études secondaires, choisit d'étudier l'art à l'Athénée de Luxembourg auprès du peintre Jean-Baptiste Fresez qui avait développé une technique d'enseignement novatrice. 
Il séjourne ensuite à Paris, Anvers puis Munich, dont il fréquente les différentes académies, avant de revenir s'installer à Luxembourg. Déçu par le peu de succès que remporte ses toiles et ne parvenant pas à vivre de la vente de ses lithographies, il se tourne vers la photographie.
Au milieu des années 1860, il commence une série de prises de vue (paysages, sites industriels, monuments) et ouvre le premier studio photographique de la capitale en 1867 près du Marché-aux-Poissons, « Chez Brandebourg », où la foule se presse pour s'y faire tirer le portrait. Il y formera entre autres Charles Bernhoeft qui reprit son studio.
Son fils, Charles (1851-1906), fut aussi photographe.

## Conservation
- Photothèque (Luxembourg)
- Bibliothèque nationale de Luxembourg